# Cantonul Provenchères-sur-Fave
Cantonul Provenchères-sur-Fave este un canton din arondismentul Saint-Dié-des-Vosges, departamentul Vosges, regiunea Lorena, Franța.

## Comune
- Le Beulay
- Colroy-la-Grande
- La Grande-Fosse
- Lubine
- Lusse
- La Petite-Fosse
- Provenchères-sur-Fave (reședință)